# دمرل
دمرل فیلمی به کارگردانی یدالله صمدی و نویسندگی یدالله صمدی، رضا کیانیان، مجتبی اقدامی، مهدی سجاده‌چی، محمد باقر جعفری زاد محصول سال ۱۳۷۲ است.

## خلاصه داستان
داستان «دمرل» برگرفته از داستان «دلی دومرول» در کتاب دده قورقود، کتاب ادبیات مشترک مردمان ترک‌زبان آذربایجانی، ترکمن، ترکیه و… است. دومرول جوان زورمندی است که پس از هماوردی با پهلوانان بسیار به عنوان پهلوان پهلوانان برگزیده می‌شود…

## بازیگران
- علیرضا لرستانی
- ماندانا نبی‌زاده
- محمد برسوزیان
- خسرو دستگیر
- عباس امیری مقدم
- ولی‌الله مؤمنی
- مهری مهرنیا
- اکبر دودکار
- ناصر لقایی
- پرویز کلیور
- جمال ذوالقدر
- فرهاد خانمحمدی
- فرهاد قائمیان
- علی‌محمد برجی
- اصغر رحمانی
- ایرج خدری
- صدیف آرمیده
- مسعود ولدبیگی
- پیام صابری
- عادل احمدی
- اکرم حاج آقامحمد
- فیروز حشمت
- عین‌الله صادقی
- محمدعلی شاهین
- هاشم نظری
- فرج‌الله ابوالخیری
- کاظم غلامی‌پور